# Challenger de Quimper 2023
El torneo Open Quimper Bretagne 2023 fue un torneo de tenis perteneció al ATP Challenger Tour 2023 en la categoría Challenger 125. Se trató de la 14.ª edición, el torneo tuvo lugar en la ciudad de Quimper (Francia), desde el 23 hasta el 29 de enero de 2023 sobre pista dura bajo techo.

## Jugadores participantes del cuadro de individuales
| Favorito | País                | Jugador          | Rank1 | Posición en el torneo    |
| -------- | ------------------- | ---------------- | ----- | ------------------------ |
| 1        | Bandera de Francia  | Quentin Halys    | 61    | Baja                     |
| 2        | Bandera de Francia  | Grégoire Barrère | 83    | CAMPEÓN                  |
| 3        | Bandera de Canadá   | Vasek Pospisil   | 99    | Primera ronda            |
| 4        | Bandera de Moldavia | Radu Albot       | 100   | Cuartos de final         |
| 5        | Bandera de Suiza    | Dominic Stricker | 118   | Cuartos de final, retiro |
| 6        | Bandera de Austria  | Dennis Novak     | 132   | Segunda ronda            |
| 7        | Bandera de Italia   | Matteo Arnaldi   | 134   | Primera ronda            |
| 8        | Bandera de Francia  | Luca Van Assche  | 143   | Segunda ronda            |

- 1 Se ha tomado en cuenta el ranking del 16 de enero de 2023.

### Otros participantes
Los siguientes jugadores recibieron una invitación (wild card), por lo tanto ingresan directamente al cuadro principal (WC):
- Arthur Fils
- Pierre-Hugues Herbert
- Lucas Pouille

Los siguientes jugadores ingresan al cuadro principal tras disputar el cuadro clasificatorio (Q):
- Calvin Hemery
- Illya Marchenko
- Nicolás Moreno de Alborán
- Giovanni Mpetshi Perricard
- Johan Tatlot
- Bu Yunchaokete

## Campeones

### Individual Masculino
- Geoffrey Blancaneaux derrotó en la final a  Arthur Fils, 6–1, 6–4

### Dobles Masculino
- Sadio Doumbia /  Fabien Reboul derrotaron en la final a  Anirudh Chandrasekar /  Arjun Kadhe, 6–2, 6–4